# Giuseppe Calcaterra
Giuseppe Calcaterra (* Cuggiono, 9 de dezembro de 1964). Foi um ciclista italiano, profissional entre 1985 e 2001, cujos maiores sucessos desportivos os conseguiu na Volta a Espanha e no Giro de Itália, provas na que conseguiu algumas vitórias de etapa.
Em 24 de julho de 2013 o seu nome apareceu no relatório publicado pelo senado francês como um dos trinta ciclistas que teriam dado positivo no Tour de France de 1998 com carácter retrospectiva, já que analisaram amostras de urina daquele ano com os métodos antidoping atuais.

## Palmarés
| 1987 - 1 etapa do Giro de Itália - 1 etapa da Semana Siciliana - Nice-Alassio 1990 - 1 etapa do Grande Prêmio de Midi Livre | 1993 - Giro de Puglia, mais 1 etapa - Giro dos Apeninos 1994 - 1 etapa da Volta a Espanha - 1 etapa da Volta a Suécia |

## Resultados em Grandes Voltas e Campeonato do Mundo
| Corrida            | 1987 | 1988 | 1989 | 1990 | 1991 | 1992 | 1993 | 1994 | 1995 | 1996 | 1997 | 1998 | 1999 | 2000 |
| ------------------ | ---- | ---- | ---- | ---- | ---- | ---- | ---- | ---- | ---- | ---- | ---- | ---- | ---- | ---- |
| Giro de Itália     | 106º | -    | 123º | -    | 117º | 138º | 96º  | 79º  | 111º | 91º  | 103º | 93º  | 109º | 118º |
| Tour de França     | -    | -    | -    | 118º | 149º | -    | -    | -    | -    | Ab.  | -    | Ab.  | Ab.  | -    |
| Volta a Espanha    | -    | -    | -    | Ab.  | -    | -    | -    | 77º  | 115º | -    | 115º | -    | -    | -    |
| Mundial em Estrada | -    | -    | -    | -    | -    | -    | -    | -    | -    | -    | -    | -    | -    | -    |

## Equipas
- Atala (1985-1989)
- Chateau d'Ax (1990-1991)
- Amore&Vita - Fanini (1992-1994)
- Mercatone Uno (1995)
- Saeco (1996-2001)